# Asila Mirzayorova
Asila Mirzayorova (3 de julio de 1999) es una deportista uzbeka que compite en atletismo adaptado. Ganó dos medallas en los Juegos Paralímpicos de Verano, plata en Tokio 2020 y oro en París 2024.

## Palmarés internacional
| Juegos Paralímpicos | Juegos Paralímpicos | Juegos Paralímpicos | Juegos Paralímpicos   |
| Año                 | Lugar               | Medalla             | Prueba                |
| ------------------- | ------------------- | ------------------- | --------------------- |
| 2020                | Tokio (Japón)       | Medalla de plata    | Salto de longitud T11 |
| 2024                | París (Francia)     | Medalla de oro      | Salto de longitud T11 |